# Дънен кварк
Дънния кварк, още известен като b-кварк (от bottom quark) и като красив кварк е трето поколение кварк със заряд −1⁄3 e. Макар всички кварки да са описани по подобен начин от квантовата хромодинамика, огромната маса на дънния кварк (около 4,200 MeV/c2), някъде около четири пъти от масата на протона, комбинирана с ниските стойности на Vub and Vcb на Матрицата на Кабибо-Кобаяши-Маскава, му придават отличителен подпис, който го прави сравнително лесен за експериментално откриване. Съществуването му е предсказано през 1973 г. от Макото Кобаяши и Тошихиде Маскава, за да обяснят нарушенията равенствата на заряда. Открит е през 1977 г. от Лион Ледърман във Фермилаб, експеримент E288, при сблъсъци произвели ботомониум.
Кобаяши и Маскава печелят Нобелова награда за физика през 2008 г. за обяснението си на нарушението на паритета на заряда

## По-нататъшно четене
- L. Lederman. The Upsilon Particle //  Scientific American 239 (4).   1978. DOI:10.1038/scientificamerican1078-72. с. 72.
- R. Nave. Quarks //  HyperPhysics.   Georgia State University, Department of Physics and Astronomy. Посетен на 29 юни 2008.
- A. Pickering. Constructing Quarks.   University of Chicago Press, 1984. ISBN 0-226-66799-5. с. 114 – 125.
- J. Yoh. The Discovery of the b Quark at Fermilab in 1977: The Experiment Coordinator's Story //  Proceedings of Twenty Beautiful Years of Bottom Physics.   Fermilab, 1997. Посетен на 24 юли 2009.